# Escuela de Kioto

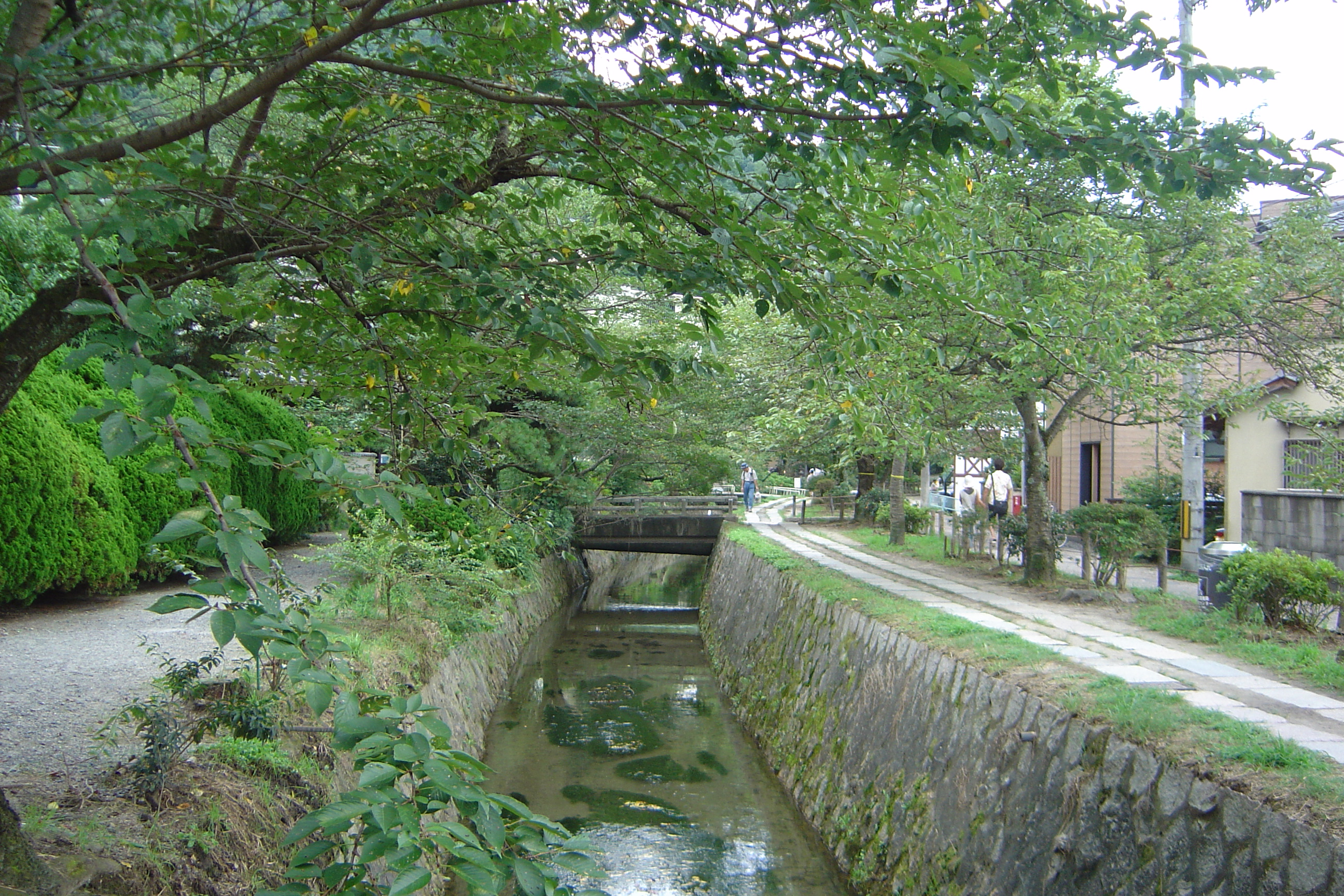
Paseo del Filósofo, lugar de encuentro entre filósofos de la Escuela de Kioto.

La Escuela de Kioto (京都 学派 Kyōto-gakuha) es el nombre dado al movimiento filosófico japonés centrado en la Universidad de Kioto que asimiló la filosofía occidental y las ideas religiosas occidentales y las usó para reformular las percepciones religiosas y morales únicas de la tradición cultural de Asia Oriental. Sin embargo, también se usa para describir a los estudiosos de la posguerra que han enseñado en la misma universidad, que han sido influenciados por los pensadores fundacionales de la filosofía de la Escuela de Kioto y que han desarrollado teorías distintivas de la singularidad japonesa. Para desambiguar el término, por lo tanto, los pensadores y escritores cubiertos por este segundo sentido aparecen en el Centro de Investigación de Ciencias Culturales de la Universidad de Kioto.
Comenzando aproximadamente en 1913 con Kitarō Nishida, sobrevivió a la seria controversia que generó después de la Segunda Guerra Mundial para convertirse en un movimiento conocido y activo. Sin embargo, no es una "escuela" de filosofía en el sentido tradicional de la frase, como con la Escuela de Frankfurt o la Academia de Platón. En cambio, el grupo de académicos se reunió alrededor de la Universidad de Kioto como un lugar de encuentro de facto. Su fundador, Nishida, alentó firmemente el pensamiento independiente. 
Según James Heisig, el nombre de "Escuela de Kyoto" fue utilizado por primera vez en 1932 por un estudiante de Nishida y Hajime Tanabe. No obstante, y como ha demostrado la profesora Montserrat Crespín Perales,  seis años antes de la publicación del artículo de Tosaka, otro filósofo, Tsuchida Kyōson (1891-1934), ya englobaba a Nishida y Tanabe bajo el nombre «escuela de Kioto», seguramente haciéndose eco de la denominación que debía correr por los círculos académicos japoneses. La nomenclatura aparece en su libro Estudio del pensamiento contemporáneo japonés y chino (Nihon shina gendai shisō kenkyū) (1926) que luego el mismo pensador vertería al inglés como Pensamiento contemporáneo de Japón y China (Contemporary Thought of Japan and China) (1927).  
La corriente inició con una notable influencia del idealismo alemán, sus precedentes y sus sucesores. Jun Tosaka (1900–45) se consideraba parte de la "izquierda marxista" de la escuela. Posteriormente, los medios y las instituciones académicas fuera de Japón comenzaron a usar el término. En la década de 1970 se había convertido en un término universalmente aceptado.

## Historia
Masao Abe escribe en su introducción a una nueva traducción al inglés de la obra maestra de Nishida que si uno piensa en la filosofía en términos de Kant o Hegel, entonces no hay filosofía en Japón. Pero si se piensa en la tradición llevada a cabo por Agustín y Kierkegaard, entonces Japón tiene una rica historia filosófica, compuesta por los grandes pensadores Kūkai, Shinran, Dōgen y otros.
El grupo de filósofos involucrados con la Escuela de Kioto en sus casi 100 años de historia es muy diverso. Los miembros a menudo provienen de entornos sociales muy diferentes. Al mismo tiempo, en el fragor del debate intelectual, no dudaron en criticar el trabajo del otro.
Los siguientes criterios caracterizan aproximadamente las características de esta escuela:
1. Enseñanza en la Universidad de Kioto o en una escuela afiliada cercana.
2. Compartir algunos supuestos básicos sobre el uso del pensamiento asiático en el marco de la tradición filosófica occidental.
3. Introducir e investigar racionalmente el significado de "nada" y su importancia en la historia del debate filosófico.
4. Ampliar el vocabulario filosófico introducido por Nishida.

En general, la mayoría estaba fuertemente influenciada por la tradición filosófica alemana, especialmente el pensamiento de Kant, Hegel, Nietzsche y Heidegger. Además, muchos emplearon sus recursos culturales para formular su filosofía y ponerla en práctica para agregar a la empresa filosófica.
Si bien su trabajo no era expresamente religioso, fue informado significativamente por él. Por ejemplo, Tanabe y Keiji Nishitani escribieron sobre el cristianismo y el budismo e identificaron elementos comunes entre las religiones. Por esta razón, algunos estudiosos clasifican los productos intelectuales de la escuela como "filosofía religiosa".
Aunque el grupo era fluido y en gran parte informal, tradicionalmente quien ocupaba la Cátedra del Departamento de Filosofía Moderna de la Universidad de Kioto era considerado su líder. Nishida fue el primero, de 1913 a 1928. Hajime Tanabe lo sucedió hasta mediados de la década de 1930. Para entonces, Nishitani se había graduado de la Universidad de Kioto, estudió con Martin Heidegger durante dos años en Alemania y regresó a un puesto de profesor desde 1928. De 1955 a 1963, Nishitani ocupó oficialmente la cátedra. Desde su partida, el liderazgo de la escuela se derrumbó, convirtiendo el movimiento en un grupo de filósofos muy descentralizado con creencias e intereses comunes.
La importancia del grupo continuó creciendo, especialmente en los departamentos estadounidenses de religión y filosofía. Desde mediados de la década de 1980, ha habido un creciente interés en el diálogo Oriente / Occidente, especialmente en la investigación interreligiosa. Masao Abe viajó a ambas costas de los Estados Unidos en cátedras y dio conferencias a muchos grupos sobre las relaciones budista-cristianas.
Aunque Daisetz Teitaro Suzuki estaba estrechamente conectado con la Escuela de Kioto y de alguna manera fue relevante para el desarrollo del pensamiento que se produjo allí, él personalmente conocía a Nishida, Tanabe y Nishitani, no se lo considera un verdadero miembro del grupo.

## Importancia de sus miembros más notables

### Kitaro Nishida
Nishida, el fundador de la escuela, es más conocido por su trabajo innovador An Inquiry into the Good y más tarde por su aclaración de la "lógica del basho" (japonés: 場所; generalmente traducido como "lugar" o el griego topos τόπος). Esto le dio fama fuera de Japón y contribuyó en gran medida a la atención que luego se le prestó a los filósofos de la Escuela de Kioto.
El trabajo de Nishida es notable por varias razones. El principal de ellos es cuánto están relacionados con la tradición filosófica alemana desde Schopenhauer. La lógica de basho es una lógica "concreta" no dualista, destinada a superar la insuficiencia de la distinción sujeto-objeto esencial para la lógica sujeto de Aristóteles y la lógica predicativa de Kant, a través de la afirmación de lo que él llama "autoidentidad absolutamente contradictoria": una tensión dinámica de opuestos que, a diferencia de la lógica dialéctica de Hegel, no se resuelven en una síntesis. Más bien, define su tema apropiado al mantener la tensión entre afirmación y negación como polos o perspectivas opuestas.
Nishitani describe la filosofía del Este asiático como algo muy diferente de la tradición occidental de Descartes, Leibniz o Hume.

Es "intuitivo y práctico", con su énfasis en los aspectos religiosos de la experiencia que no se prestan fácilmente a la descripción teórica. La verdadera sabiduría debe distinguirse de la comprensión intelectual del tipo apropiado para las ciencias. La 'apropiación' del pensamiento de Nishida, ... 'abarca dificultades completamente diferentes de las del entendimiento intelectual' ... y aquellos que 'pretenden entender mucho pero realmente no entienden, no importa cuánto comprendan intelectualmente' son el objeto de su desprecio.

Nishida escribió La lógica del lugar y la cosmovisión religiosa, desarrollando más plenamente las implicaciones religiosas de su trabajo y filosofía a través de la "nada absoluta", que "contiene su propia negación absoluta dentro de sí mismo".  Con esto, Nishida significa que mientras lo divino es dinámicamente paradójico, no debe interpretarse como panteísmo o teísmo trascendente.
Nishitani y Abe pasaron gran parte de su vida académica dedicados a este desarrollo de la nada y lo Absoluto, lo que en ocasiones condujo al panenteísmo.

### Hajime Tanabe
El método utilizado por Tanabe se basa en el análisis trascendental desarrollado por Kant, que Tanabe alinea el método con el concepto budista de la nada absoluta y la predicación del budismo de la tierra pura, el zen y el cristianismo. Tanabe afirma que Kant no llevó la crítica de la razón lo suficientemente lejos. Con esto, Tanabe quiere decir que una crítica radical de la razón debería cuestionar si la razón misma puede comprender su capacidad para encarnar la autoconciencia y la realidad última. La razón de ejercicio individual debe permanecer consciente de la crisis de la razón y ver la antinomia, esas contradicciones racionalmente irresolubles que la razón desentierra, como la base para la renovación personal.

### Keiji Nishitani
Nishitani, uno de los principales discípulos de Nishida, se convirtió en el decano en el período de posguerra. Las obras de Nishitani, como su Religión y la nada, se ocuparon principalmente de la noción occidental de nihilismo, heredada de Nietzsche, y la interpretación religiosa de la nada, como se encuentra en la idea budista de sunyata y el concepto específicamente budista zen de mu.

### Shizuteru Ueda
Uno de los discípulos de Keiji Nishitani.

## Críticas
Hoy, hay una gran cantidad de investigación crítica sobre el papel de la escuela antes y durante la Segunda Guerra Mundial.
Hajime Tanabe tiene la mayor parte de las críticas por llevar su trabajo sobre la "Lógica de las especies" a la política japonesa, que se utilizó para reforzar el proyecto militarista para formular la ideología y la propaganda imperialistas. La noción de Tanabe es que la categoría lógica de "especie" y nación son equivalentes, y cada nación o "especie" proporciona un conjunto fundamental de características que definen y determinan las vidas y las perspectivas de quienes participan en ella.